# イェロン・ブライレーヴェンス
イェルン・ブライレヴェンス（Jeroen Blijlevens、1971年12月29日 - ）は、オランダ出身の元自転車プロロードレース選手。
ステージレースの区間優勝を狙うスプリンターとして活躍。通算74勝を上げ2004年に引退した。本名は、イェルン・ヨハネス・ヘンドリキュス・ブライレヴェンス（Jeroen Johannes Hendrikus Blijlevens）

## 所属チーム
- 1994-99年TVM（94年TVM-Vison、95年TVM、96-99年TVM-Farm Frites）
- 2000年ポルティ
- 2001年ロット（Lotto-Adecco）
- 2002年ドモ（Domo-Farm Frites）
- 2003-04年バンクジロロッタリー。

## 経歴
頭角を現したのはデビュー翌年1995年の95年のツール・ド・フランスで、ダンケルクにゴールする第5ステージでエリック・ツァベル、マリオ・チポリーニといった超一流のスプリンターを下して一躍脚光を浴びた。この頃オランダではテュニス、ルークス、ファン・ポッペルといった名選手は往年の力を失っており、メジャーレースを勝てる人材が払底していたこともあって期待を一身に受けることとなった。彼自身その期待によく応え、98年のツール・ド・フランスまで4年連続で区間優勝を上げている。
勝利数自体はチポリーニやツァベルに及ばないものの、比較的弱小なチームに属し「トレイン」のようなアシストを受けずに自力で勝つことから、この頃にはチポリーニやツァベル、バルダートと言った一流スプリンターほぼ同格とみなされるようになった。これを裏付けるようにチポリーニが最も速い選手の一人としてブライレーヴェンスの名を挙げている。
特に得意としていたのは200kmを超えるような長距離を走った後のゴールスプリントで、ツール・ド・フランスの区間優勝は繰り上げ勝利の1997年を含め全て200km以上のコースである。
1999年にはジロ・デ・イタリア 1999に出場して区間2勝し3大ツールの全てで区間優勝を達成した上、第3ステージから第18ステージまでチポリーニやローラン・ジャラベールといった強豪を抑えてマリア・チクラミーノを着続けるという活躍を見せたが、ツール・ド・フランスでは主催者から出場を拒否されたため活躍はならなかった。
2000年にはスプリンターを欲したイタリアのチーム・ポルティに移籍するが、アシストが充実したにもかかわらず勝利数は伸び悩んだ。加えてツール・ド・フランスでは最終ステージのゴール後に進路を塞いだユーリックを殴りつけ、完走したにもかかわらず失格になるという事件も起こしている。
2001年以降はウイルス性の感染症に悩まされ勝ち星を挙げられず、2004年に引退した。引退後はプロモーション会社経営のかたわら、フィギュアスケートのアイスダンスショーに出演するなど新たな一面を見せている。

## ドーピング
2013年7月24日、フランス上院のドーピング調査委員会は、1998年のツール・ド・フランスで採取した血液サンプルの調査結果を公表。総合優勝のマルコ・パンターニやポイント賞のエリック・ツァベルらと共にエリスロポエチン（EPO）を使用していたことが明らかになった。

## 主な成績
- 1995年 ツール・ド・フランス区間1勝 ブエルタ・ア・エスパーニャ区間1勝
- 1996年 ツール・ド・フランス区間1勝 ブエルタ・ア・エスパーニャ区間1勝
- 1997年 ツール・ド・フランス区間1勝 フェネンダール〜フェネンダール優勝
- 1998年 ツール・ド・フランス区間1勝 ブエルタ・ア・エスパーニャ区間2勝 ロンド・ファン・スウェーデン区間3勝 ロンド・ファン・ネーデルランド区間2勝
- 1999年 ジロ・デ・イタリア区間2勝 ブエルタ・ア・エスパーニャ区間1勝 ツール・ド・ロマンディー区間1勝 グランプリ・ド・ドナン 優勝ノケル・クルス 優勝